# Babice u Rosic
Babice u Rosic (německy Babitz) jsou obec v okrese Brno-venkov v Jihomoravském kraji. Rozkládají se v Boskovické brázdě a je součástí mikroregionu Kahan. Žije zde 804 obyvatel.

## Charakteristika
Zástavba obce se v současnosti skládá ze čtyř urbanisticky nesouvisejících částí, jimiž jsou původní vesnice, blízký areál bývalého JZD, dále budovy areálu dolu Ferdinand a nakonec nejnovější a nejsevernější zástavba, která urbanisticky souvisí se zástavbou sousední obce Zastávky.

## Název
Na vesnici bylo přeneseno původní pojmenování jejích obyvatel Babici. To bylo zřejmě odvozeno od pomístního jména Baby (na mapách stabilního katastru je takto označen výše položený lesní porost západně od vsi, nyní pojmenovaný jako Babický les). Význam místního jména tak byl „lidé žijící pod Babou“. Méně pravděpodobné je, že pojmenování obyvatel bylo odvozeno od osobního jména Baba (hanlivého pojmenování bázlivého muže) a místní jméno by pak znamenalo „Babovi lidé“. Přívlastek u Rosic se používá od roku 1960 (na odlišení od Babic nad Svitavou, které se územní reformou ocitly ve stejném okrese).

## Historie
První písemná zmínka o obci pochází z roku 1104. V Babicích se v 19. a 20. století těžilo černé uhlí v rámci Rosicko-oslavanského revíru. Severozápadně od obce se nacházel důl Ferdinand.
Od 1. července 1980 do 23. listopadu 1990 byly Babice u Rosic součástí města Zbýšov a od 24. listopadu 1990 jsou znovu obcí.
Právo užívat znak a vlajku bylo obci uděleno rozhodnutím předsedy Poslanecké sněmovny Parlamentu České republiky dne 25. března 2005.

## Obyvatelstvo
Na začátku 17. století měla obec 15 domů, po třicetileté válce z nich bylo pouze 10 obydlených. V roce 1790 měla obec 23 domů a 127 obyvatel.
| Rok            | 1869 | 1880 | 1890 | 1900 | 1910 | 1921 | 1930 | 1950 | 1961 | 1970 | 1980 | 1991 | 2001 | 2011 | 2021 |
| -------------- | ---- | ---- | ---- | ---- | ---- | ---- | ---- | ---- | ---- | ---- | ---- | ---- | ---- | ---- | ---- |
| Počet obyvatel | 674  | 652  | 748  | 788  | 900  | 968  | 890  | 808  | 737  | 646  | 559  | 474  | 523  | 659  | 798  |
| Počet domů     | 57   | 74   | 81   | 99   | 120  | 131  | 164  | 198  | 199  | 193  | 181  | 203  | 223  | 261  | 288  |

Vývoj počtu obyvatel

## Obecní správa a politika
Obec má dvě základní sídelní jednotky: Babice u Rosic a Zelený vrch.

## Pamětihodnosti
- Filiální kaple svatého Antonína Paduánského
- památeční křížek postavený na paměť odchodu Napoleonovy armády u rozcestí nad obcí

## Galerie

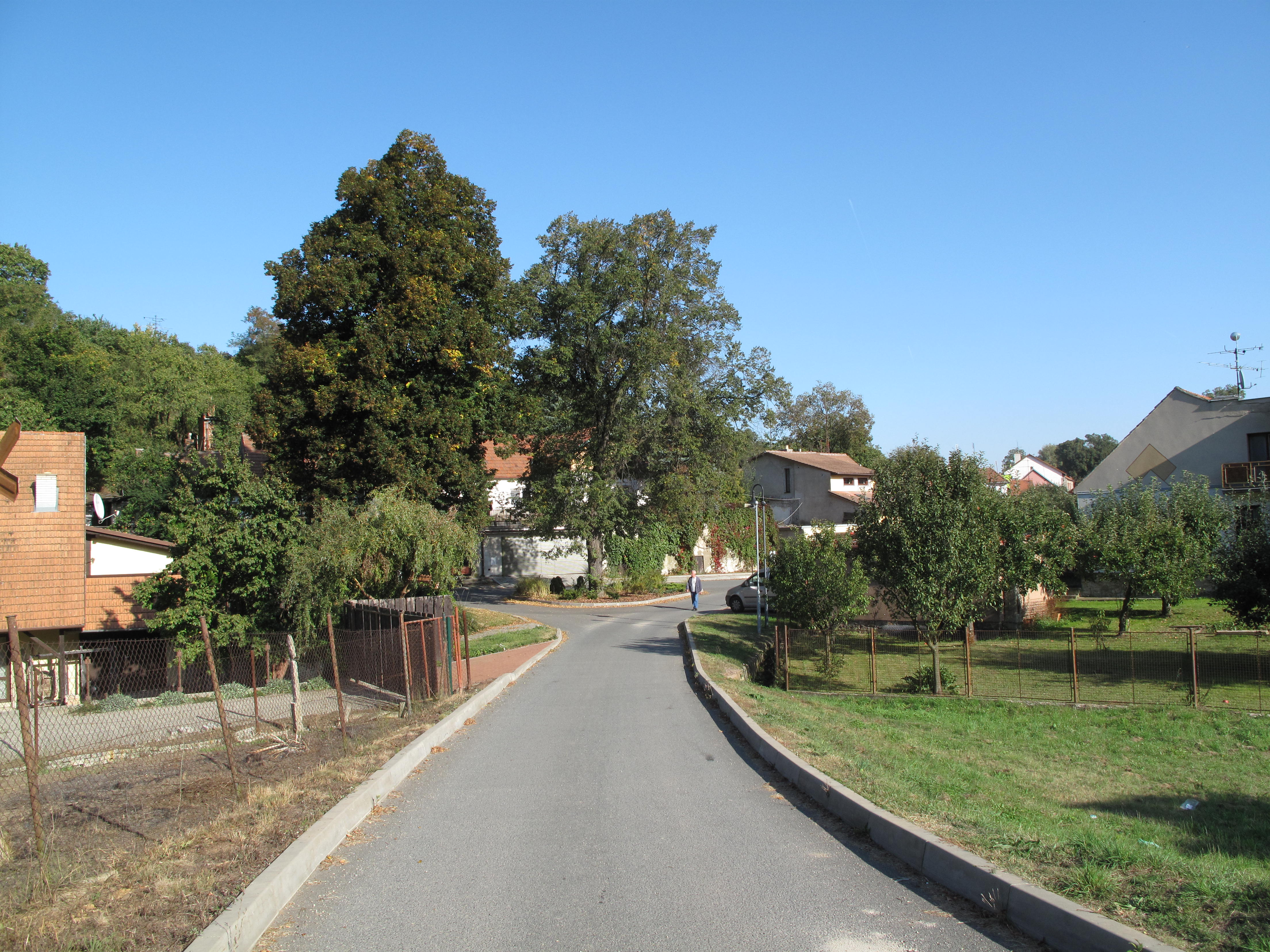
Střed obce
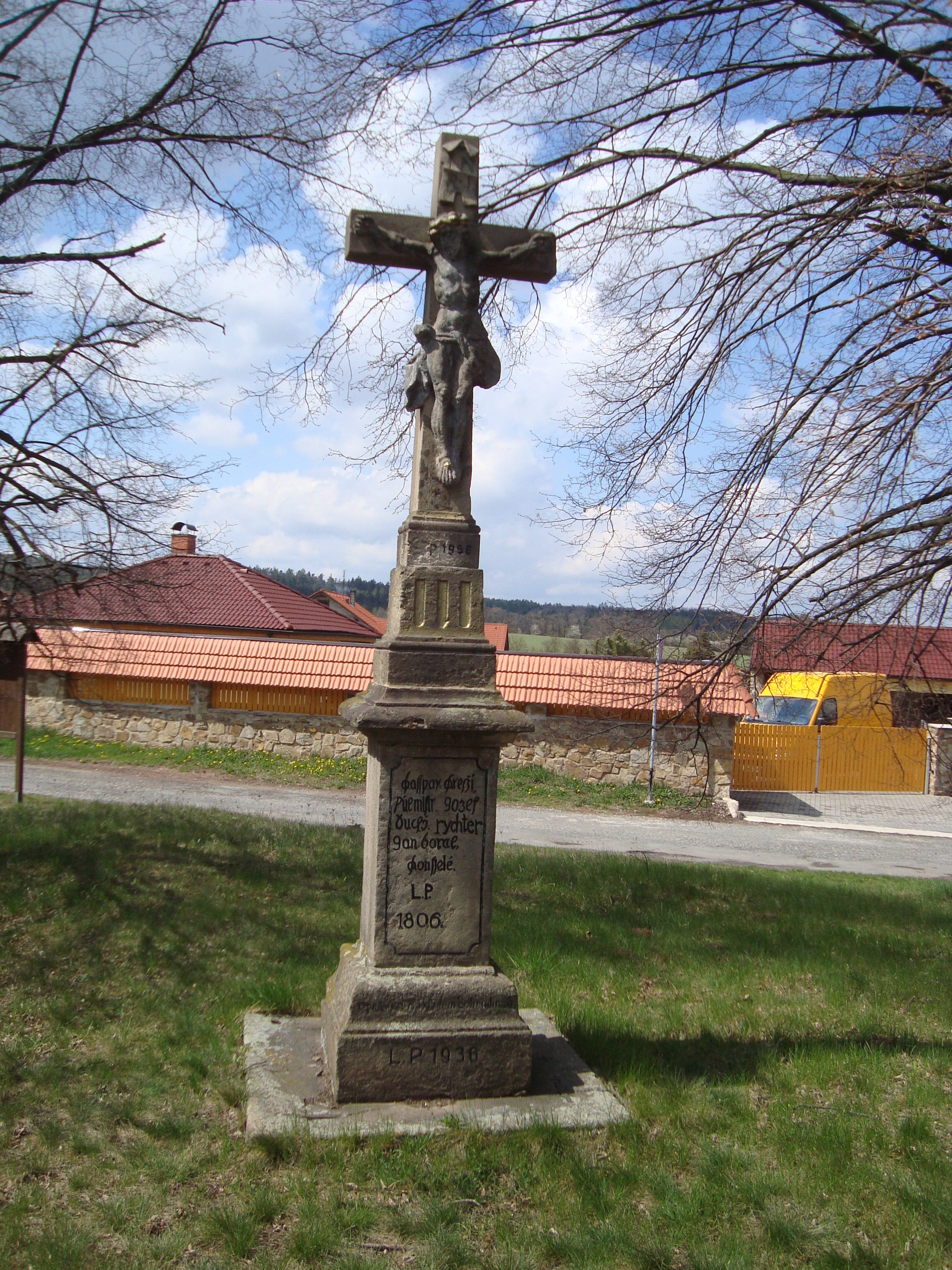
Kříž postavený na paměť odchodu Napoleonovy armády
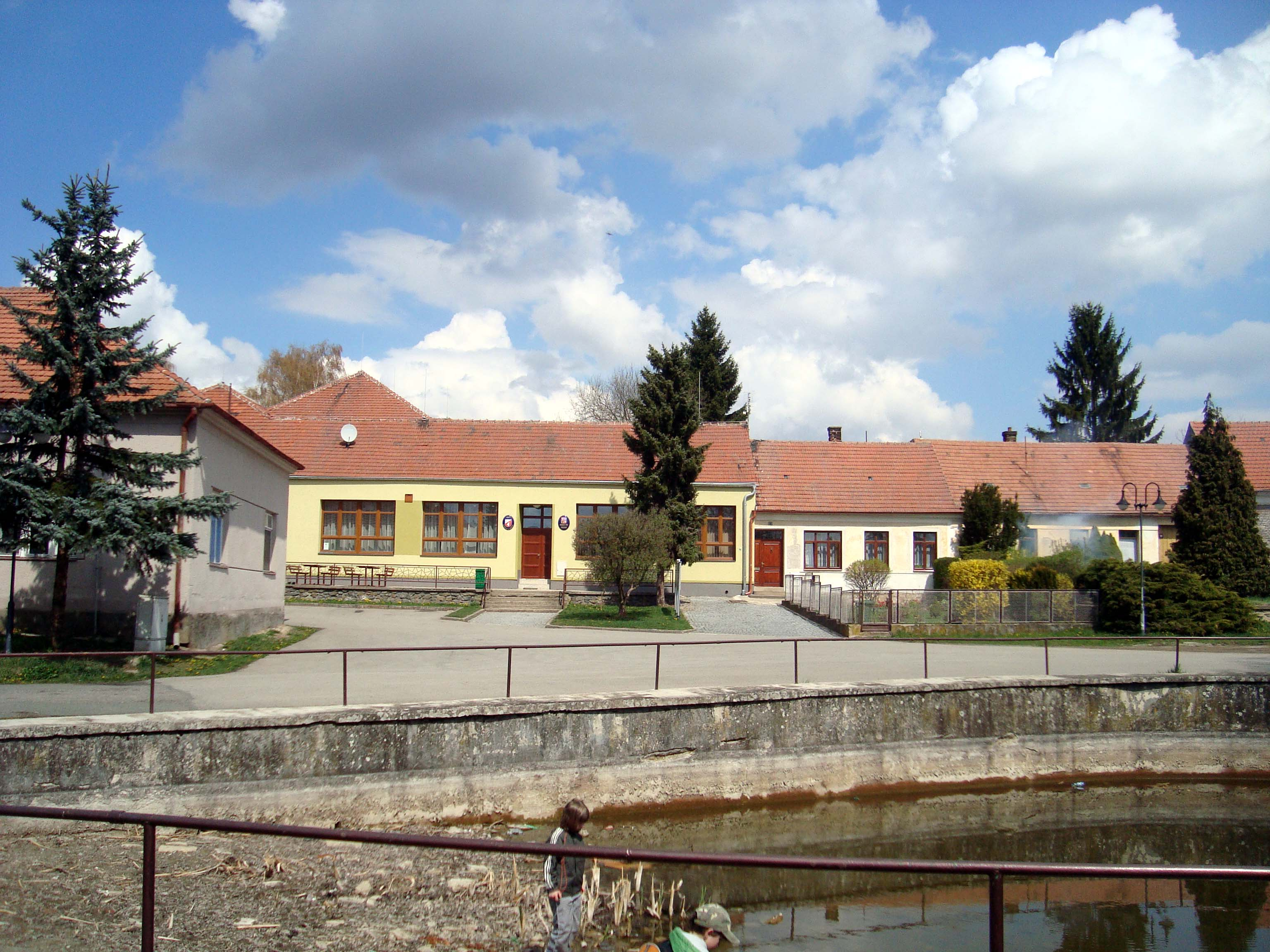
Obecní úřad
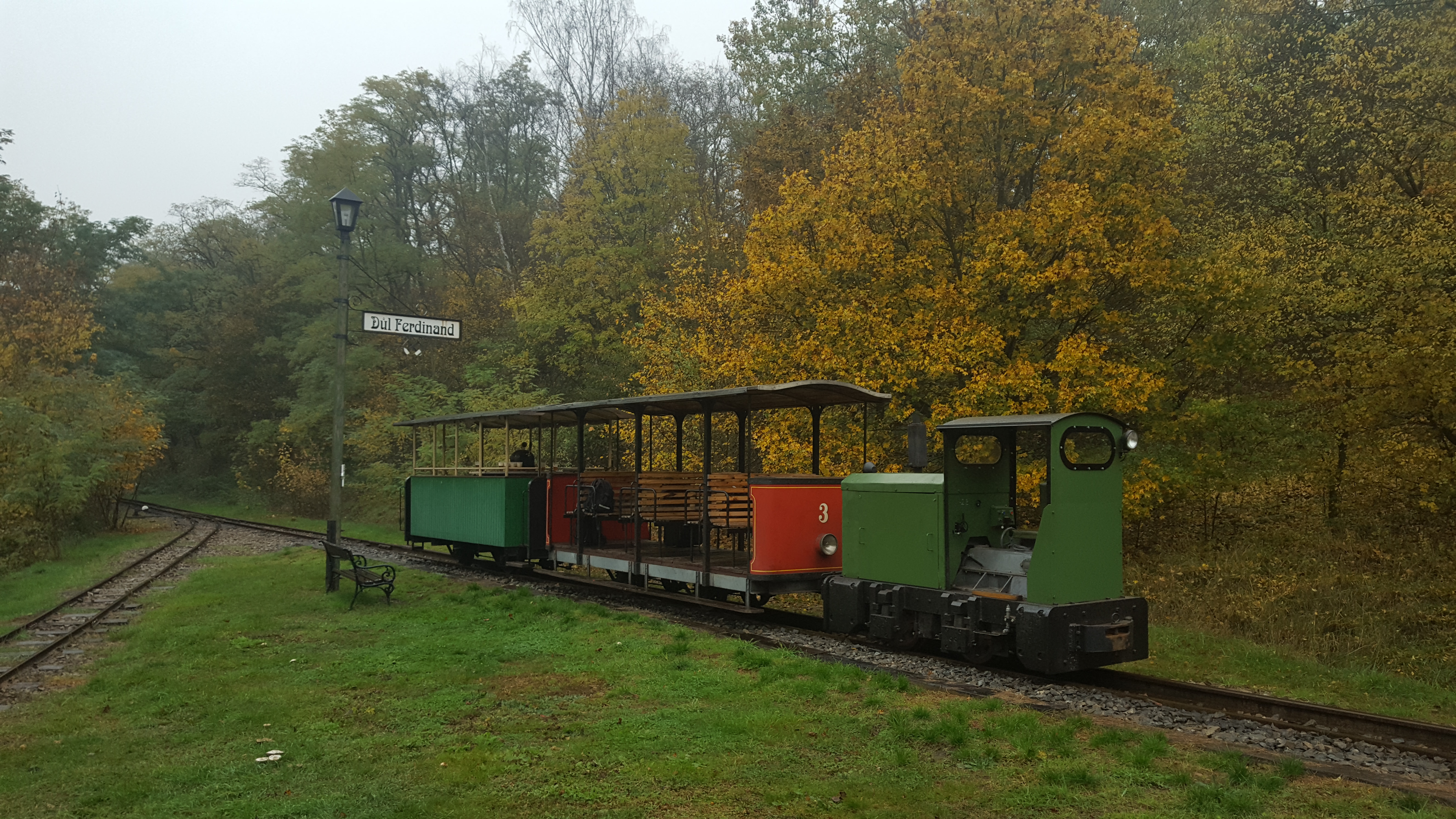
Turistický vláček u bývalého dolu Ferdinand